# حارة الخولاني (صنعاء)
حارة الخولاني هي إحدى حارات حي السواد الشمالي بمديرية السبعين إحد مديريات العاصمة اليمنية صنعاء، بلغ تعداد سكانها 462 نسمة حسب تعداد اليمن لعام 2004.